# Samoanische Sprache
Die samoanische Sprache gehört dem polynesischen Zweig der austronesischen Sprachfamilie an und bildet darin zusammen mit beispielsweise Tuvaluisch, Tokelauisch und den Sprachen zahlreicher polynesischer Exklaven die Untergruppe Samoische Sprachen. Sie ist Amtssprache in Samoa und Amerikanisch-Samoa.

## Lautsystem und Aussprache
Das samoanische Lautsystem enthält 15 Phoneme: die Vokale /a, e, i, o, u/ sowie die Konsonanten /f, g, l, m, n, p, s, t, v, ʻ/. Um zu kennzeichnen, dass ein Vokal lang ausgesprochen werden soll, wird ein Makron über den Vokal gesetzt: ā, ē, ī, ō, ū. In Fremdwörtern werden auch <h, k, r> verwendet.
Die Laute entsprechen im Allgemeinen ihren deutschen Pendants. Ausnahmen: g wird wie ng in singen ausgesprochen [⁠ŋ⁠]. <ʻ> bezeichnet den Glottisverschlusslaut [⁠ʔ⁠] und wird als eigener Konsonant gerechnet (genannt koma liliu, „umgekehrtes Komma“). In der Regel wird die vorletzte Silbe betont.

## Sprachbeispiele
| Samoisch                | Deutsch         |
| ----------------------- | --------------- |
| Tālofa                  | Guten Tag       |
| Tōfā                    | Auf Wiedersehen |
| faʻafetai               | danke           |
| faʻamolemole            | bitte           |
| ʻioe                    | ja              |
| leai                    | nein            |
| fanua                   | Erde            |
| lagi                    | Himmel          |
| vai                     | Wasser          |
| siamani                 | Deutschland     |
| afi                     | Feuer           |
| tane                    | Mann            |
| fafine                  | Frau            |
| ʻai                     | essen           |
| inu                     | trinken         |
| po                      | Nacht           |
| fale                    | Haus            |
| ʻO ai lou igoa?         | Wie heißt du?   |
| ʻO loʻu igoa ʻo ...     | Ich heiße ...   |
| ʻO ā mai ʻoe?           | Wie geht’s?     |
| E fia tau               | Was kostet?     |
| leaga                   | schlecht        |
| Manuia lava, faʻafetai. | Gut, danke.     |
| manuia                  | Prost!          |
| vai tale                | Hustensaft      |
| o                       | null            |
| tasi                    | eins            |
| lua                     | zwei            |
| tolu                    | drei            |
| fā                      | vier            |
| lima                    | fünf            |
| ono                     | sechs           |
| fitu                    | sieben          |
| valu                    | acht            |
| iva                     | neun            |
| sefulu                  | zehn            |
| sefulu (ma le) tasi     | elf             |
| sefulu (ma le) lua      | zwölf           |
| lua sefulu              | zwanzig         |
| selau                   | hundert         |
| afe                     | tausend         |